# Ann M. Martin
Ann Matthews Martin (nacida el 12 de agosto de 1955) es una escritora de ficción infantil estadounidense, conocida por la serie The Baby-Sitters Club .

## Biografía
Ann Matthews Martin creció en Princeton, Nueva Jersey . Su madre, Edith Martin, era maestra de preescolar y su padre, Henry Martin, era dibujante de The New Yorker y otras publicaciones.  La ascendencia de su madre se remonta a los peregrinos que viajaron en el Mayflower en 1620. Tiene una hermana menor, Jane.
Martin desarrolló un interés por la escritura a una edad temprana. Antes de que tuviera la edad suficiente para escribir, le dictaba historias a su madre para que las escribiera. Algunos de sus autores favoritos en ese momento fueron Lewis Carroll, PL Travers, Hugh Lofting, Astrid Lindgren y Roald Dahl . Le encantaba la escritura creativa en la escuela primaria y descubrió su pasión por la escritura en segundo grado. Comenzó entonces a escribir cuentos y su maestra de cuarto grado escribió en su carpeta de estudiantes que sería una escritora maravillosa porque pasaba gran parte de su tiempo libre escribiendo en cuadernos. Sus materias favoritas en la escuela y secundaria eran inglés y francés, y la que menos le gustaba era matemáticas. Cuando era adolescente, le encantaba trabajar con niños y decidió convertirse en maestra. Quería ayudar a los niños con discapacidades, por lo que trabajó durante el verano en el Eden Institute, una escuela para niños autistas en su ciudad natal.
En 1973 después de graduarse de Princeton High School, Martin asistió a Smith College de 1973 a 1977. Estudió educación infantil y psicología infantil. Su tesis de último año fue sobre el uso de la literatura infantil en el aula. Vivía en Gardiner House y escribía para el periódico The Sophian de Smith College.  Al describir su educación en Smith, Martin dijo que "era un ambiente de mujeres fuertes e independientes, tanto las estudiantes como las profesoras". Su tiempo en Smith influyó en su identidad como feminista y la inspiró a retratar personajes femeninos que eran como las mujeres que conocía en su propia vida. 

## Trayectoria profesional
Tras graduarse de Smith College enseñó en un aula dividida de cuarto y quinto grado en Plumfield School en Noroton, Connecticut. Sus alumnos, de 8 a 13 años, tenían problemas de aprendizaje, como dislexia y autismo. Martin ha dicho que su trabajo con niños con necesidades especiales influyó en su escritura. Después de enseñar durante un año, decidió dedicarse a la publicación. Se abrió camino desde asistente editorial hasta editora senior, y trabajó para varias editoriales de libros infantiles reconocidas, incluidas Pocket Books y Scholastic . Ahora es escritora a tiempo completo.
En 1983, Martin publicó su primer libro, Bummer Summer, con el que ganó un premio dos años después. En 1985 Comenzó a escribir la serie The Baby-Sitters Club  mientras trabajaba para Scholastic como editora de libros para niños. Después de que  escribiera las primeras 35 novelas de la serie The Baby-Sitters Club, Scholastic contrató escritores fantasmas para continuar la serie. Ahora se concentra en escribir novelas individuales, muchas de las cuales están ambientadas en la década de 1960. En 2010, Martin publicó una precuela de la serie The Baby-Sitters Club titulada The Summer Before .
Martin encuentra las ideas para sus libros en muchas fuentes diferentes; algunos se basan en experiencias personales, mientras que otros se basan en recuerdos y sentimientos de la niñez. Muchos tratan sobre problemas y luchas contemporáneas. Todos sus personajes, incluidos los miembros de The Baby-Sitters Club, son ficticios, pero muchos de sus personajes están basados en personas reales. A veces, nombra a sus personajes con el nombre de personas que conoce, y otras veces simplemente elige los nombres que le gustan.
En 1990, Martin y sus colegas fundaron "The Lisa Libraries" para honrar y conmemorar a su amiga Lisa Novak. Esta organización sin fines de lucro distribuye libros nuevos a los niños y establece bibliotecas en áreas desatendidas. En el mismo año, Martin también fundó la Fundación Ann M. Martin, que brinda apoyo financiero para programas de arte, educación y alfabetización, además de programas para animales callejeros y maltratados.
Martin fue productora de la adaptación de Netflix de 2020 de The Baby-Sitters Club . 

## Premios y reconocimientos
- En 1985, ganó el premio Children's Choice Award con Bummer Summer.
- En 2003 A Corner of the Universe, ganó un Newbery Honor.[14]

## Obras
Novelas independientes
- Verano fastidio (1983)
- De adentro hacia afuera (1984)
- Desaparecido desde el lunes (1986)
- Contigo y sin ti (1986)
- Sólo un romance de verano (1987)
- Libro de golpe (1987)
- Tuyo Turly, Shirley (1988)
- Ma y Pa Dracula (1989)
- Belle Teal (2001)
- Un rincón del universo (2002)
- Aquí hoy (2005)
- En Nochebuena (2006)
- Reinado de la lluvia (2014)

Novelas y secuelas
- Miedo escénico (1984)
- Katie y yo (The Pest) (1985)
- Diez niños, sin mascotas (1988)
- Once hijos, un verano (1991)
- PS Longer Letter Later (1998), de Martin y Paula Danziger
- Snail Mail No More (1999), Martin y Danziger
- La vida de un perro: la autobiografía de un callejero (2005)
- Todo para un perro (2009)
- Diez reglas para vivir con mi hermana (2011)
- Diez cosas buenas y malas de mi vida (hasta ahora) (2012)

Libros de imágenes
- Rachel Parker, Kindergarten Showoff (1992) con ilustraciones de Nancy Poydar
- Leo The Magnificat (1996) con ilustraciones de Emily Arnold McCully

Cuentos cortos
- 8 x 2 = Sweet Sixteen, un cuento con Karen Brewer incluido en la antología infantil It's Great to Be Eight (2000)
- The Lost Art of Letter Writing, un cuento incluido en la antología para jóvenes adultos What You Wish For (2011)

Otros trabajos
- Debido a Shoe and Other Dog Stories (editado) (2012)

Serie
- The Baby-Sitters Club 1986-1990 y 2010) 35 volúmenes hasta 1990, continuado por otros escritores con Martin
- La hermanita de las niñeras (1988 a 2000)
- Los niños en la clase de la Sra. Colman (1995 a 1998) 12 volúmenes
- Diarios de California (1997 a 2000) 15 volúmenes
- Calle principal (2007 a 2011)
  1. Bienvenido a Camden Falls (2007)
  2. Aguja e hilo (2007)
  3. Es la temporada (2007)
  4. Mejores amigos (2008)
  5. El club secreto del libro (2008)
  6. Sorpresas de septiembre (2008)
  7. Guardando secretos (2009)
  8. Entrega especial (2009)
  9. Coming Apart (2010)
  10. Permaneciendo juntos (2011)
- The Doll People (2000 a 2008) - por Martin y Laura Godwin, ilustrado por Brian Selznick
  1. La gente de las muñecas (2000)
  2. La muñeca más mala del mundo (2003)
  3. Las muñecas fugitivas (2008)
  4. La gente de muñecas zarpó (2014)
- Árbol genealógico (2013-2014)
  1. Mejor desear (2013)
  2. El largo camino a casa (2013)
  3. El secreto mejor guardado (2014)
  4. El hogar es el lugar (2014)
- Missy Piggle-Wiggle (2016 al presente) - por Martin y Annie Parnell, bisnieta de Betty MacDonald, quien creó la Sra. Piggle-Wiggle en 1947; ilustrado por Ben Hatke . 
  1. Missy Piggle-Wiggle y la cura cualquiera (2016)
  2. Missy Piggle-Wiggle y la cura de no caminar-al-perro (2017)
  3. Missy Piggle-Wiggle y la cura de los dedos pegajosos (2018)